# Can Sunyer (Sant Pere Pescador)
Can Sunyer és un edifici al bell mig del nucli urbà de la població de Sant Pere Pescador (Alt Empordà), a llevant de l'antic nucli fortificat, formant cantonada entre els carrers del Mar i de les Escoles.; i catalogat a l'Inventari del Patrimoni Arquitectònic de Catalunya. Construcció del segle xvi amb reformes posteriors. La construcció original,tal com indica la inscripció de la llinda d'una de les finestres, porta la data 1579.
Casa de planta rectangular, formada per dos cossos adossats, amb un petit jardí a la part posterior. L'edifici principal presenta tres crugies perpendiculars a la façana, amb la coberta de dues vessants de teula i un petit altell amb terrassa, a la part posterior de la coberta. L'altre edifici està adossat al nord i presenta la teulada de dues aigües. Ambdues construccions estan distribuïdes en planta baixa i pis. La façana de la casa té el basament lleugerament atalussat. El portal d'accés és d'obertura rectangular emmarcada amb pedra, amb la llinda plana decorada amb un escut d'armes en relleu, sostinguda per impostes. La resta de finestres són rectangulars, amb els brancals bastits amb carreus de pedra, les llindes planes i els ampits motllurats, exceptuant dues petites obertures a la planta baixa. La finestra que hi ha damunt del portal presenta una espitllera tapiada sota l'ampit. La part de façana corresponent al cos adossat té, a la planta baixa, dos grans portals d'arc rebaixat bastits amb maons, i al pis, dues finestres de les mateixes característiques. De l'interior de l'edifici, la planta baixa presenta sostres coberts amb voltes de canó, bastides amb maó. Exteriorment, les parets són bastides amb pedra, tot i que estan arrebossades i pintades de color groc.